# Groupe B des éliminatoires du Championnat d'Europe de football 2020
 (décembre 2022).
Navigation
Groupe A Groupe C
Cet article donne les résultats des matches du groupe B des éliminatoires de l'Euro 2020.
Le Groupe B est composé de 5 équipes nationales européennes avec pour tête de série le Portugal vainqueur, de la Ligue des Nations 2018-2019. L'Ukraine (1re) et le Portugal (2e) du groupe sont directement qualifiés pour la phase finale de la compétition. La Serbie, (vainqueur de son groupe en Ligue des Nations) jouera les barrages.

## Classement
| Rang | Équipe     | Pts | J | G | N | P | Bp | Bc | Diff |  | Résultats (▼ dom., ► ext.) |     |     |     |     |     |
| ---- | ---------- | --- | - | - | - | - | -- | -- | ---- |  | -------------------------- | --- | --- | --- | --- | --- |
| 1    | Ukraine    | 20  | 8 | 6 | 2 | 0 | 17 | 4  | +13  |  | Ukraine                    |     | 2-1 | 5-0 | 1-0 | 2-0 |
| 2    | Portugal   | 17  | 8 | 5 | 2 | 1 | 22 | 6  | +16  |  | Portugal                   | 0-0 |     | 1-1 | 3-0 | 6-0 |
| 3    | Serbie (B) | 14  | 8 | 4 | 2 | 2 | 17 | 17 | 0    |  | Serbie (B)                 | 2-2 | 2-4 |     | 3-2 | 4-1 |
| 4    | Luxembourg | 4   | 8 | 1 | 1 | 6 | 7  | 16 | -9   |  | Luxembourg                 | 1-2 | 0-2 | 1-3 |     | 2-1 |
| 5    | Lituanie   | 1   | 8 | 0 | 1 | 7 | 5  | 25 | -20  |  | Lituanie                   | 0-3 | 1-5 | 1-2 | 1-1 |     |

- Sélection directement qualifiée pour l'Euro 2020

## Résultats et calendrier
| 1re journée        | Luxembourg                                           | 2 - 1   | Lituanie                            | Stade Josy-Barthel, Luxembourg                   |                                                  |
| 22 mars 2019 20h45 | ( V. Thill) Barreiro 45e · ( V. Thill) Rodrigues 55e | (1 - 1) | 14e Černych                         | Spectateurs : 3 353 Arbitrage : Roi Reinshreiber | Spectateurs : 3 353 Arbitrage : Roi Reinshreiber |
| 22 mars 2019 20h45 | Martins Pereira 30e · Carlson 70e · Sinani 86e       | Rapport | 45+1e Mikoliūnas · 86e Valskis (en) | Spectateurs : 3 353 Arbitrage : Roi Reinshreiber | Spectateurs : 3 353 Arbitrage : Roi Reinshreiber |

|               | Portugal | 0 - 0   | Ukraine        | Estádio da Luz, Lisbonne                        |                                                 |
| 20h45 (19h45) |          | (0 - 0) |                | Spectateurs : 58 335 Arbitrage : Clément Turpin | Spectateurs : 58 335 Arbitrage : Clément Turpin |
| 20h45 (19h45) |          | Rapport | 86e Stepanenko | Spectateurs : 58 335 Arbitrage : Clément Turpin | Spectateurs : 58 335 Arbitrage : Clément Turpin |

| 2e journée         | Luxembourg                                             | 1 - 2   | Ukraine                                             | Stade Josy-Barthel, Luxembourg                     |                                                    |
| 25 mars 2019 20h45 | ( O. Thill) Turpel 34e                                 | (1 - 1) | 40e Tsyhankov (Zintchenko ) · 90+3e (csc) Rodrigues | Spectateurs : 4 653 Arbitrage : Mattias Gestranius | Spectateurs : 4 653 Arbitrage : Mattias Gestranius |
| 25 mars 2019 20h45 | Barreiro 45e · Chanot 51e · Malget 62e · Carlson 90+2e | Rapport | 48e Bourda · 63e Boutko                             | Spectateurs : 4 653 Arbitrage : Mattias Gestranius | Spectateurs : 4 653 Arbitrage : Mattias Gestranius |

|               | Portugal   | 1 - 1   | Serbie                                  | Estádio da Luz, Lisbonne                          |                                                   |
| 20h45 (19h45) | Danilo 42e | (1 - 1) | 7e (pen.) Tadić                         | Spectateurs : 50 342 Arbitrage : Szymon Marciniak | Spectateurs : 50 342 Arbitrage : Szymon Marciniak |
| 20h45 (19h45) | Pepe 45+1e | Rapport | 77e Mladenović · 79e Spajić · 86e Tadić | Spectateurs : 50 342 Arbitrage : Szymon Marciniak | Spectateurs : 50 342 Arbitrage : Szymon Marciniak |

| 3e journée                | Lituanie | 1 - 1   | Luxembourg                              | Stade LFF, Vilnius                          |                                             |
| 7 juin 2019 20h45 (21h45) | ( Laukžemis (en)) Novikovas 74e                                                                                                   | (0 - 1) | 21e Rodrigues (O. Thill )               | Spectateurs : 3 263 Arbitrage : Ádám Farkas | Spectateurs : 3 263 Arbitrage : Ádám Farkas |
| 7 juin 2019 20h45 (21h45) | Mikoliūnas 5e, 42e · Novikovas 28e · Golubickas (en) 39e · Vorobjovas (en) 57e, 90+4e · Laukžemis (en) 71e · Klimavičius (en) 85e | Rapport | 27e Carlson · 76e O. Thill · 85e Malget | Spectateurs : 3 263 Arbitrage : Ádám Farkas | Spectateurs : 3 263 Arbitrage : Ádám Farkas |

|               | Ukraine | 5 - 0   | Serbie                      | Arena Lviv, Lviv                                     |                                                      |
| 20h45 (21h45) | ( Karavaïev) Tsyhankov 26e · Tsyhankov 28e · ( Malinovsky) Konoplianka 46e · ( Karavaïev) Yaremchuk 59e · ( Malinovsky) Konoplianka 75e | (2 - 0) |                             | Spectateurs : 34 700 Arbitrage : Antonio Mateu Lahoz | Spectateurs : 34 700 Arbitrage : Antonio Mateu Lahoz |
| 20h45 (21h45) | | Rapport | 22e Milenković · 32e Spajić | Spectateurs : 34 700 Arbitrage : Antonio Mateu Lahoz | Spectateurs : 34 700 Arbitrage : Antonio Mateu Lahoz |

| 4e journée         | Serbie                                                                            | 4 - 1   | Lituanie                                        | Stade de l'Étoile rouge, Belgrade             |                                               |
| 10 juin 2019 20h45 | ( Lukić) Mitrović 20e · ( Tadić) Mitrović 34e · Jović 35e · ( Katai) Ljajić 90+2e | (3 - 0) | 71e (pen.) Novikovas                            | Spectateurs : 52 Arbitrage : Adrien Jaccottet | Spectateurs : 52 Arbitrage : Adrien Jaccottet |
| 10 juin 2019 20h45 | Mitrović 70e                                                                      | Rapport | 39e Novikovas · 59e Šimkus (en) · 83e Chvedukas | Spectateurs : 52 Arbitrage : Adrien Jaccottet | Spectateurs : 52 Arbitrage : Adrien Jaccottet |

|               | Ukraine                                        | 1 - 0   | Luxembourg                                                  | Arena Lviv, Lviv                                |                                                 |
| 20h45 (21h45) | ( Malinovsky) Yaremchuk 6e                     | (1 - 0) |                                                             | Spectateurs : 34 700 Arbitrage : Peter Kralović | Spectateurs : 34 700 Arbitrage : Peter Kralović |
| 20h45 (21h45) | Mykolenko 56e · Karavaïev 67e · Zintchenko 81e | Rapport | 29e O. Thill · 30e Da Mota · 51e Rodrigues · 90+4e V. Thill | Spectateurs : 34 700 Arbitrage : Peter Kralović | Spectateurs : 34 700 Arbitrage : Peter Kralović |

| 5e journée                     | Lituanie | 0 - 3   | Ukraine                                                            | Stade LFF, Vilnius                           |                                              |
| 7 septembre 2019 18h00 (19h00) |          | (0 - 2) | 7e Zintchenko (Marlos ) · 27e Marlos · 61e Malinovsky (Yaremchuk ) | Spectateurs : 5 067 Arbitrage : Irfan Peljto | Spectateurs : 5 067 Arbitrage : Irfan Peljto |
| 7 septembre 2019 18h00 (19h00) |          | Rapport | 73e Mykolenko                                                      | Spectateurs : 5 067 Arbitrage : Irfan Peljto | Spectateurs : 5 067 Arbitrage : Irfan Peljto |

|       | Serbie                                          | 2 - 4   | Portugal                                                                               | Stade de l'Étoile rouge, Belgrade             |                                               |
| 20h45 | ( Tadić) Milenković 68e · ( Tadić) Mitrović 85e | (0 - 1) | 42e Carvalho · 58e Guedes (Fernandes ) · 80e Ronaldo (Silva ) · 86e Silva (Guerreiro ) | Spectateurs : 39 839 Arbitrage : Cüneyt Çakir | Spectateurs : 39 839 Arbitrage : Cüneyt Çakir |
| 20h45 | Maksimović 10e · Kolarov 64e                    | Rapport | 39e Dias · 89e Carvalho                                                                | Spectateurs : 39 839 Arbitrage : Cüneyt Çakir | Spectateurs : 39 839 Arbitrage : Cüneyt Çakir |

| 6e journée                      | Lituanie                           | 1 - 5   | Portugal | Stade LFF, Vilnius                          |                                             |
| 10 septembre 2019 20h45 (21h45) | ( Kuklys (en)) Andriuškevičius 28e | (1 - 1) | 7e (pen.) Ronaldo · 61e Ronaldo (R.Silva ) · 65e Ronaldo (B.Silva ) · 76e Ronaldo (B.Silva ) · 90+2e Carvalho | Spectateurs : 5 067 Arbitrage : Bas Nijhuis | Spectateurs : 5 067 Arbitrage : Bas Nijhuis |
| 10 septembre 2019 20h45 (21h45) | Rapport                            |         | | Spectateurs : 5 067 Arbitrage : Bas Nijhuis | Spectateurs : 5 067 Arbitrage : Bas Nijhuis |

|       | Luxembourg                 | 1 - 3   | Serbie                                                                                        | Stade Josy-Barthel, Luxembourg                |                                               |
| 20h45 | ( Da Mota) Turpel 66e      | (0 - 1) | 36e Mitrović (Kolarov ) · 55e Radonjić (Milinković-Savić ) · 78e Mitrović (Milinković-Savić ) | Spectateurs : 6 373 Arbitrage : Orel Grinfeld | Spectateurs : 6 373 Arbitrage : Orel Grinfeld |
| 20h45 | Deville 32e · Barreiro 36e | Rapport | 29e Mitrović · 53e Kolarov · 56e Spajić                                                       | Spectateurs : 6 373 Arbitrage : Orel Grinfeld | Spectateurs : 6 373 Arbitrage : Orel Grinfeld |

| 7e journée                    | Portugal                             | 3 - 0   | Luxembourg                  | Estadio José Alvalade, Lisbonne                   |                                                   |
| 11 octobre 2019 20h45 (19h45) | Silva 16e · Ronaldo 65e · Guedes 89e | (1 - 0) |                             | Spectateurs : 47 305 Arbitrage : Daniel Stefanski | Spectateurs : 47 305 Arbitrage : Daniel Stefanski |
| 11 octobre 2019 20h45 (19h45) |                                      | Rapport | 9e Barreiro · 71e Rodrigues | Spectateurs : 47 305 Arbitrage : Daniel Stefanski | Spectateurs : 47 305 Arbitrage : Daniel Stefanski |

|               | Ukraine                                   | 2 - 0   | Lituanie                       | Stade Metalist, Kharkiv                         |                                                 |
| 20h45 (21h45) | ( Moraes) Malinovsky 29e · Malinovsky 58e | (1 - 0) |                                | Spectateurs : 32 500 Arbitrage : Harald Lechner | Spectateurs : 32 500 Arbitrage : Harald Lechner |
| 20h45 (21h45) | Stepanenko 55e                            | Rapport | 54e Novikovas · 57e Žulpa (en) | Spectateurs : 32 500 Arbitrage : Harald Lechner | Spectateurs : 32 500 Arbitrage : Harald Lechner |

| 8e journée                    | Lituanie                                   | 1 - 2   | Serbie                                          | Stade LFF, Vilnius                               |                                                  |
| 14 octobre 2019 20h45 (21h45) | ( Vorobjovas (en)) Kazlauskas (en) 79e     | (0 - 0) | 49e Mitrović (Ljajić ) · 53e Mitrović (Ljajić ) | Spectateurs : 2 787 Arbitrage : Pawel Raczkowski | Spectateurs : 2 787 Arbitrage : Pawel Raczkowski |
| 14 octobre 2019 20h45 (21h45) | Laukžemis (en) 90e · Kazlauskas (en) 90+2e | Rapport | 80e Ljajić                                      | Spectateurs : 2 787 Arbitrage : Pawel Raczkowski | Spectateurs : 2 787 Arbitrage : Pawel Raczkowski |

|               | Ukraine                                                                   | 2 - 1   | Portugal            | NSC Olimpiski, Kiev                             |                                                 |
| 20h45 (21h45) | Yaremchuk 6e · ( Mykolenko) Iarmolenko 27e                                | (2 - 0) | 72e (pen.) Ronaldo  | Spectateurs : 65 883 Arbitrage : Anthony Taylor | Spectateurs : 65 883 Arbitrage : Anthony Taylor |
| 20h45 (21h45) | Stepanenko 25e, 72e · Iarmolenko 47e · Zintchenko 90+4e · Kovalenko 90+5e | Rapport | 26e Pepe · 63e Dias | Spectateurs : 65 883 Arbitrage : Anthony Taylor | Spectateurs : 65 883 Arbitrage : Anthony Taylor |

| 9e journée                     | Portugal | 6 - 0   | Lituanie                      | Stade de l'Algarve, Faro                      |                                               |
| 14 novembre 2019 20h45 (19h45) | Ronaldo 7e (pen.) · ( Paciência) Ronaldo 22e · ( Fernandes) Pizzi 52e · ( B. Silva) Paciência 56e · ( R. Pereira) B. Silva 63e · ( B. Silva) Ronaldo 65e | (2 - 0) |                               | Spectateurs : 18 534 Arbitrage : Ruddy Buquet | Spectateurs : 18 534 Arbitrage : Ruddy Buquet |
| 14 novembre 2019 20h45 (19h45) | | Rapport | 27e Palionis · 80e Mikoliūnas | Spectateurs : 18 534 Arbitrage : Ruddy Buquet | Spectateurs : 18 534 Arbitrage : Ruddy Buquet |

|       | Serbie                                                        | 3 - 2   | Luxembourg                                       | Stade de l'Étoile rouge, Belgrade            |                                              |
| 20h45 | ( Tadić) Mitrović 11e · ( Ljajić) Mitrović 43e · Radonjić 70e | (2 - 0) | 54e Rodrigues (Carlson ) · 75e Turpel (Deville ) | Spectateurs : 0 Arbitrage : Serdar Gözübüyük | Spectateurs : 0 Arbitrage : Serdar Gözübüyük |
| 20h45 |                                                               | Rapport | 38e V. Thill · 52e Carlson                       | Spectateurs : 0 Arbitrage : Serdar Gözübüyük | Spectateurs : 0 Arbitrage : Serdar Gözübüyük |

| 10e journée            | Luxembourg              | 0 - 2   | Portugal                                        | Stade Josy-Barthel, Luxembourg                    |                                                   |
| 17 novembre 2019 15h00 |                         | (0 - 1) | 39e Fernandes (B. Silva ) · 86e Ronaldo (Jota ) | Spectateurs : 8 000 Arbitrage : Jesús Gil Manzano | Spectateurs : 8 000 Arbitrage : Jesús Gil Manzano |
| 17 novembre 2019 15h00 | Deville 7e · Chanot 16e | Rapport | 70e B. Silva                                    | Spectateurs : 8 000 Arbitrage : Jesús Gil Manzano | Spectateurs : 8 000 Arbitrage : Jesús Gil Manzano |

|       | Serbie                                  | 2 - 2   | Ukraine                                                      | Stade de l'Étoile rouge, Belgrade            |                                              |
| 15h00 | Tadić 9e (pen.) · ( Tadić) Mitrović 56e | (1 - 1) | 33e Yaremchuk (Tsyhankov ) · 90+3e Biessiedine (Iarmolenko ) | Spectateurs : 4 457 Arbitrage : Bobby Madden | Spectateurs : 4 457 Arbitrage : Bobby Madden |
| 15h00 | Radonjić 34e · Kolarov 84e              | Rapport | 8e Matviyenko                                                | Spectateurs : 4 457 Arbitrage : Bobby Madden | Spectateurs : 4 457 Arbitrage : Bobby Madden |

## Statistiques

### Liste des buteurs
| 11 buts - Cristiano Ronaldo 10 buts - Aleksandar Mitrović 4 buts - Roman Yaremchuk 3 buts - Gerson Rodrigues - David Turpel - Bernardo Silva - Ruslan Malinovskyi - Viktor Tsyhankov 2 buts - Arvydas Novikovas - William Carvalho - Gonçalo Guedes - Nemanja Radonjić - Dušan Tadić - Yevhen Konoplyanka | 1 but - Vytautas Andriuškevičius - Fiodor Černych - Donatas Kazlauskas (en) - Leandro Barreiro - Danilo Pereira - Bruno Fernandes - Gonçalo Guedes - Pizzi - Luka Jović - Adem Ljajić - Nikola Milenković - Artem Besyedin - Marlos - Andriy Yarmolenko - Oleksandr Karavayev Contre son camp (csc) - Gerson Rodrigues (pour l'Ukraine) |

### Liste des passeurs
| 6 passes décisives - Bernardo Silva 5 passes décisives - Dušan Tadić 3 passes décisives - Ruslan Malinovskyi - Adem Ljajić 2 passes décisives - Oleksandr Karavayev - Bruno Fernandes - Sergej Milinković-Savić - Olivier Thill - Vincent Thill | 1 passe décisive - Roman Yaremchuk - Marlos - Júnior Moraes - Vitaliy Mykolenko - Viktor Tsyhankov - Oleksandr Zinchenko - Raphael Guerreiro - Diogo Jota - Gonçalo Paciência | - Rafa Silva - Aleksandar Katai - Aleksandar Kolarov - Saša Lukić - Dirk Carlson - Daniel Da Mota - Maurice Deville - Mantas Kuklys (en) - Karolis Laukžemis (en) - Modestas Vorobjovas (en) |

## Discipline
Un joueur est automatiquement suspendu pour le match suivant :
- S'il cumule trois avertissements (cartons jaunes) lors de trois matchs différents.
- S'il se voit décerner une exclusion de terrain (carton rouge).
- S'il cumule cinq avertissements lors de matchs différents.
- Pour chaque avertissement à partir du cinquième.
  - En cas d’infraction grave, l’Instance de contrôle, d’éthique et de discipline de l'UEFA est habilitée à aggraver la sanction, y compris en l'étendant à d'autres compétitions.

| Joueurs                  | Cartons | Suspensions                                   |
| ------------------------ | --- | --------------------------------------------- |
| Saulius Mikoliūnas       | 3e journée, contre Luxembourg (7 juin 2019)                                                                                               | 4e journée, contre Serbie (10 juin 2019)      |
| Modestas Vorobjovas (en) | 3e journée, contre Luxembourg (7 juin 2019)                                                                                               | 4e journée, contre Serbie (10 juin 2019)      |
| Dirk Carlson             | 1re journée, contre Lituanie (22 mars 2019) · 2e journée, contre Ukraine (25 mars 2019) · 3e journée, contre Lituanie (7 juin 2019)       | 4e journée, contre Ukraine (10 juin 2019)     |
| Uroš Spajić              | 2e journée, contre Portugal (25 mars 2019) · 3e journée, contre Ukraine (7 juin 2019) · 6e journée, contre Luxembourg (10 septembre 2019) | 8e journée, contre Lituanie (14 octobre 2019) |
| Arvydas Novikovas        | 3e journée, contre Luxembourg (7 juin 2019) · 4e journée, contre Serbie (10 juin 2019) · 7e journée, contre Ukraine (11 octobre 2019)     | 8e journée, contre Serbie (14 octobre 2019)   |
| Leandro Barreiro         | 2e journée, contre Ukraine (25 mars 2019) · 6e journée, contre Serbie (10 septembre 2019) · 7e journée, contre Portugal (11 octobre 2019) | 9e journée, contre Serbie (14 novembre 2019)  |
| Taras Stepanenko         | 8e journée, contre Portugal (14 octobre 2019)                                                                                             | 10e journée, contre Serbie (17 novembre 2019) |